# Torbalı

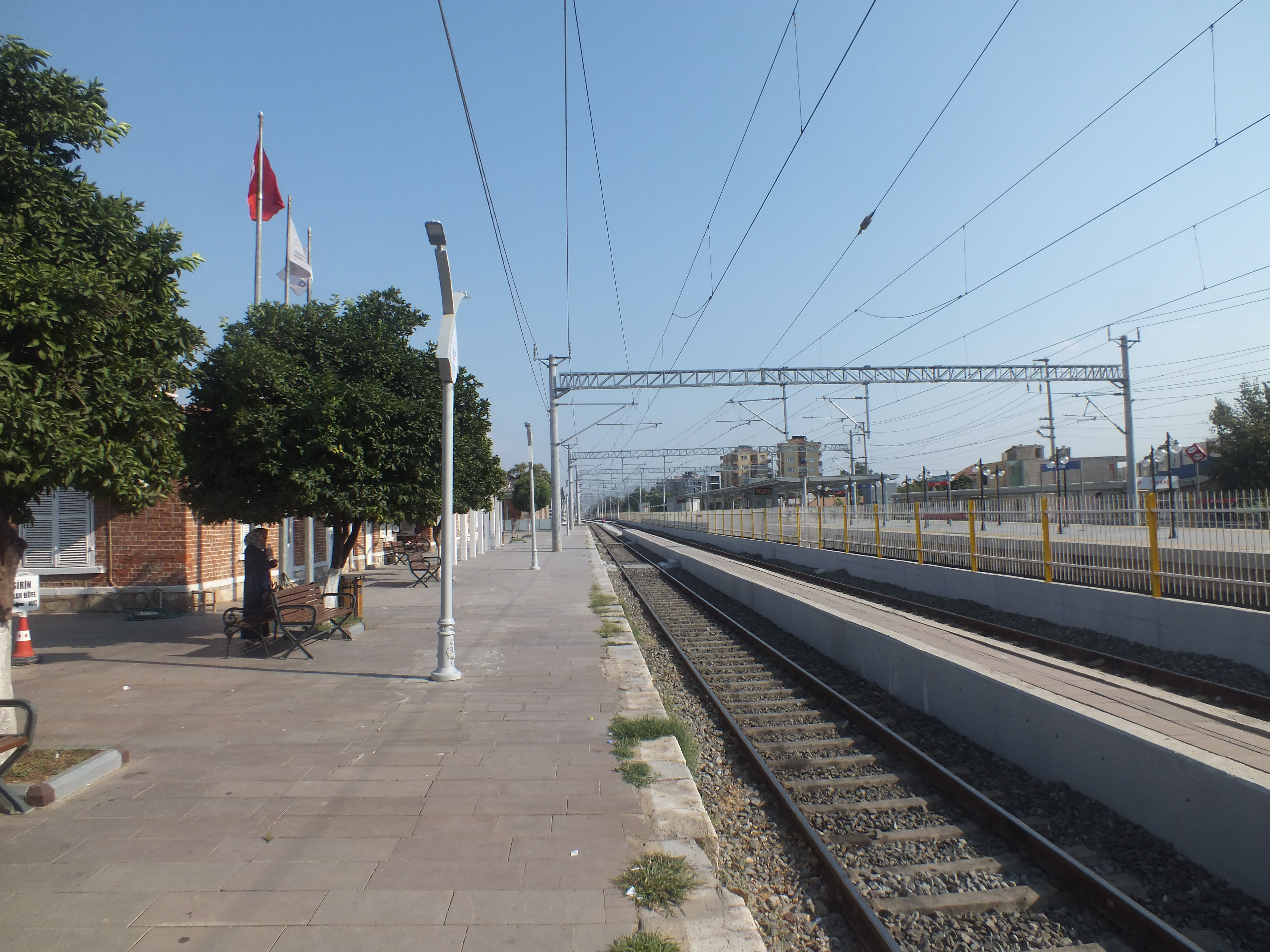
Torbalı train station

Torbalı là một huyện thuộc tỉnh İzmir, Thổ Nhĩ Kỳ. Huyện có diện tích 565 km² và dân số thời điểm năm 2007 là 119506 người, mật độ 212 người/km².